# 언니는 말괄량이
언니는 말괄량이(My Sister Is A Hussy)는 한국에서 제작된 한형모 감독의 1961년 드라마 영화이다. 김승호 등이 주연으로 출연하였고 장일 등이 제작에 참여하였다.

## 출연

### 주연
- 김승호
- 엄앵란
- 김진규

### 조연
- 안성기

## 제작진
- 조명: 이범근
- 미술: 노인택